# Societas Sanctæ Birgittæ

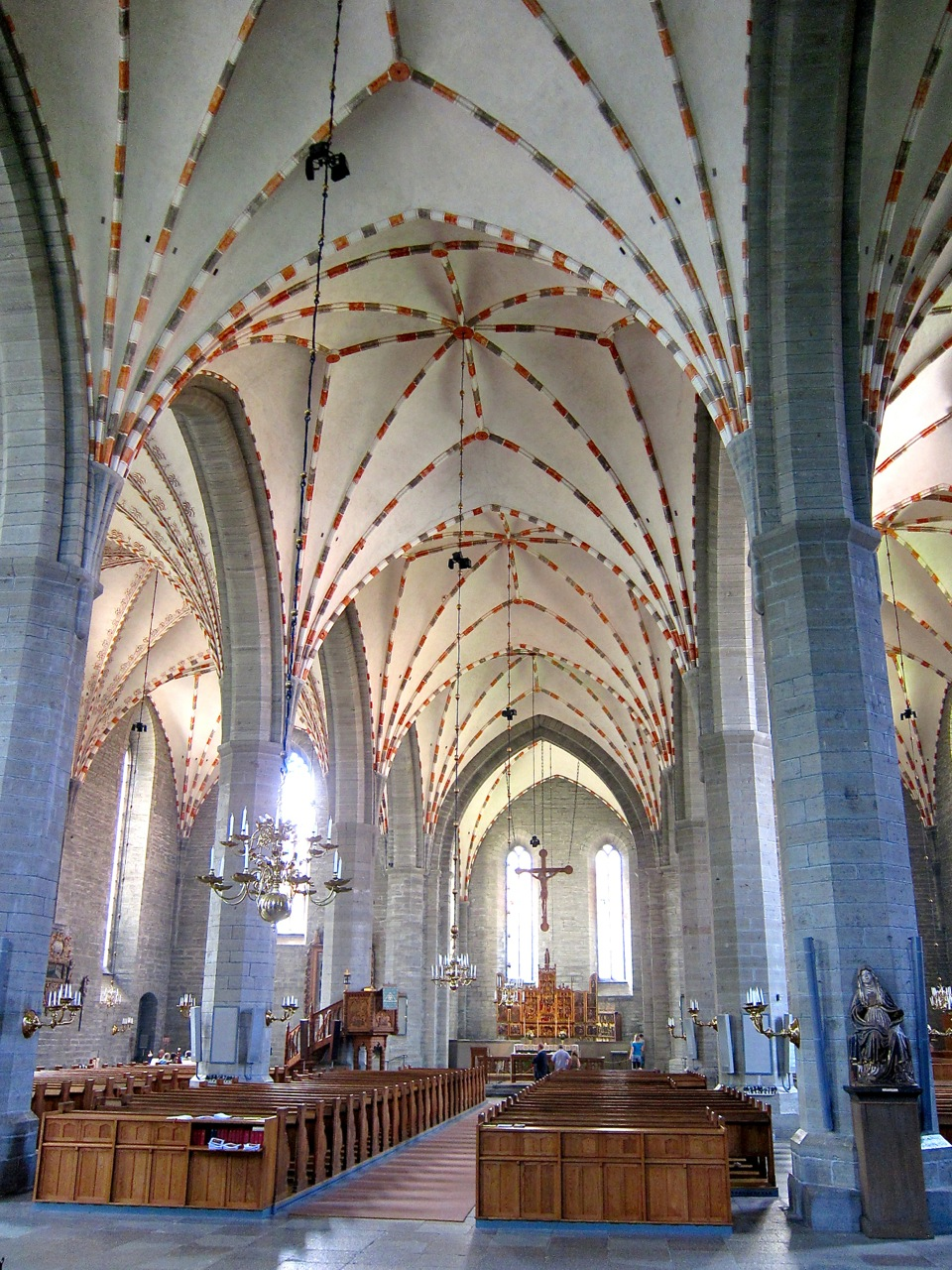
Vadstena klosterkyrka.

Societas Sanctæ Birgittæ (SSB) är en sammanslutning av tredjeordensliknande karaktär av män och kvinnor inom Svenska kyrkan, som i traditionen efter den heliga Birgitta vill se Svenska kyrkan som en gren av den allmänneliga och apostoliska kyrkan.
SSB grundades 1920 av personer som i en tid av vad man upplevde som liturgisk och teologisk utarmning längtade efter ett rikare gudstjänstliv, oftare återkommande nattvardsfirande, ett innerligare andaktsliv och en mera bibel- och bekännelsetrogen förkunnelse i Svenska kyrkan. En av tillskyndarna var ärkebiskop Nathan Söderblom. SSB:s strävan till ett liturgiskt rikare gudstjänstliv står i den högkyrkliga traditionen och har bidragit till 1900-talets gudstjänstutveckling i hela Svenska kyrkan.

## Om SSB
SSB har omkring 200 medlemmar bosatta över hela landet. Man samlas varje år till generalkapitel i Vadstena kring Birgittas dödsdag – hennes "himmelska födelsedag" – den 23 juli. Tre gånger årligen samlas man till konvent på olika platser i landet. Gudstjänster och föredrag under generalkapitlet och konventen är öppna för allmänheten. Generalkapitlets gudstjänster i Vadstena klosterkyrka brukar locka ett stort antal tillresande. SSB upprätthåller goda relationer till den internationella Birgittinorden och spelar en aktiv roll i ekumeniska förbindelser med katolska kyrkan.
SSB leds av en av dess präster, kallad confessor, och en av dess systrar, kallad superior. Endast män fungerar som präster inom orden.  Möjlighet finns att även välja en visitator, en person – normalt en biskop  som sköter den andliga tillsynen. Sedan Bertil Gärtners död 2009 står SSB utan visitator.
Medlemskapet i SSB är inriktat på gemensamt gudstjänstfirande och förbön för varandra. Vid upptagandet avger medlemmarna löften av andlig karaktär och får ett ordenstecken vars utseende regleras av föreskrifterna i Birgittinordens regel (kap 13 och 14), tillkommen omkring 1345, ett kors som bärs i en kedja om halsen. Lekbröderna har ett litet likarmat silverkors med en röd punkt på varje korsarm och en i mitten, det vill säga den gamla birgittinska symbolen för Kristi fem sår. Systrarna har samma symbol,  fast något större, varvid korset är omgivet av en ring och de röda punkterna utgöres av granater; SSB-systrarnas ordenstecken (den så kallade "systrakronan") motsvaras av den "krona" av tyg, som birgittanunnor bär på huvudet och är tillkommet på förslag av Elisabeth Hesselblad. Nunnorna av den svenska grenen av Birgittinorden kan sedan 1970-talet vid vissa tillfällen även bära SSB:s systrakrona. Ordenstecknet för präster inom SSB utgöres av ett med emalj överdraget likarmat silverkors, där korsarmarna är röda och korsmitten utgöres av en vit rundel, syftande på hostian; ett motsvarande ordenstecken bärs av prästmunkar inom Birgittinorden.
SSB:s heraldiska vapen är: kvadrerad: 1. och 4 i blått fält ett grekiskt kors av silver, belagt med fem röda bysantiner; 2. och 3. i svart fält ett hjulkors av silver, belagt med fem röda bysantiner. Confessorn kan kvadrera sitt vapen med prästkorset: i fält av silver ett rött georgskors, i korsmitten belagd med en bysantin av silver, och superiorn kan kvadrera sitt vapen med systrakronan.
2020 utgavs boken Gör våra kalla hjärtan brinnande. Societas Sactæ Birgittæ 1920–2020 som innehåller en överblick över SSB:s historia och svenskt kyrkoliv.

### Generalkapitel
SSB:s generalkapitel äger rum i Vadstena kring den heliga Birgittas dödsdag, himmelska födelsedag, den 23 juli. I samband med generalkapitlet beds tideböner och mässor firas i Vadstena klosterkyrka, och den 23 juli på Birgittas dödsdag, firas högmässan. Utöver gudstjänster i Vadstena firas vanligen, i samband med en pilgrimsvandring, en mässa i Asks kyrka. På den helige Jakobs dag, 25 juli, firas vanligen en mässa i Alvastra klosterruin. En requiemmässa firas vanligen den 24 juli.

### Confessorer
| Ämbetstid | Namn               |
| --------- | ------------------ |
| 1920–1944 | Hugo Berggren      |
| 1945–1964 | Simon Lüders       |
| 1965–1983 | Alf Corell         |
| 1983–2001 | Karl-Olof Berglund |
| 2001–     | Bo Brander         |

### Mödrar Superiores

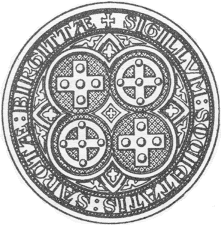
Sigill.

| Ämbetstid | Namn               |
| --------- | ------------------ |
| 1920–1964 | Mary von Rosen     |
| 1964–1983 | Ingrid af Ekenstam |
| 1983–1990 | Anna-Greta Roos    |
| 1990–2014 | Anna-Greta Norén   |
| 2014–     | Anna Greek         |

### Visitatorer
| Ämbetstid | Namn           | Övrigt                   |
| --------- | -------------- | ------------------------ |
| 1935–1959 | Gustaf Aulén   | Biskop i Strängnäs stift |
| 1960–1972 | Olof Herrlin   | Biskop i Visby stift     |
| 1972–2009 | Bertil Gärtner | Biskop i Göteborgs stift |

### Vicarius
| Ämbetstid | Namn            |
| --------- | --------------- |
| 1920–1934 | Mats Åmark      |
| 1934–1941 | David Glimborg  |
| 1941–1945 | Simon Lüders    |
| 1945–1965 | Alf Corell      |
| 1965–1983 | Eric Segelberg  |
| 1983–2001 | Gunnar Wahlberg |
| 2001–2009 | Bengt Willborg  |
| 2009–2016 | Bertil Göranzon |
| 2016–     | Markus Hagberg  |

### Kaplan
| Ämbetstid | Namn                |
| --------- | ------------------- |
| 1943–1964 | Herman Hedberg      |
| 1964–1983 | Karl Ivar Gussander |
| 1983–2023 | Örjan Blom          |
| 2023–     | Patrick Lind        |

## Galleri

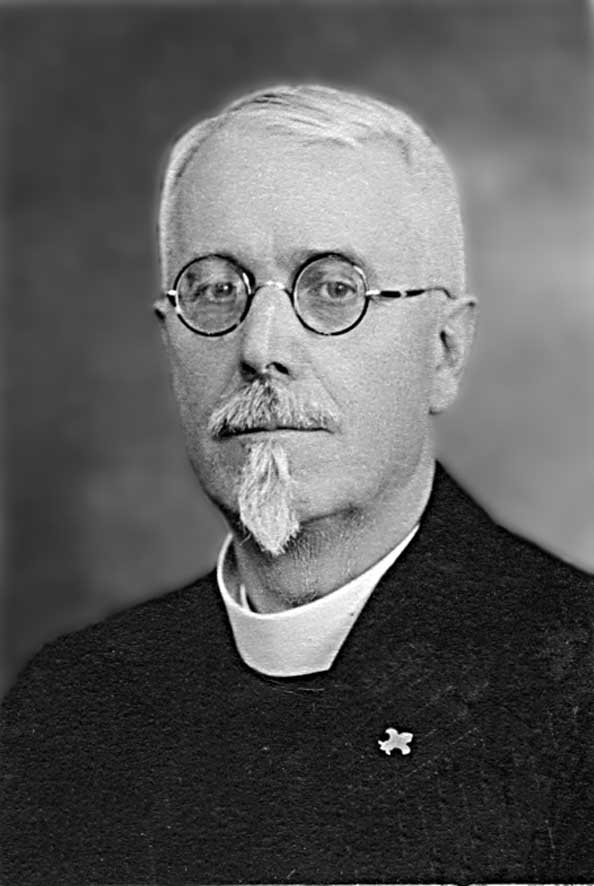
Hugo Berggren
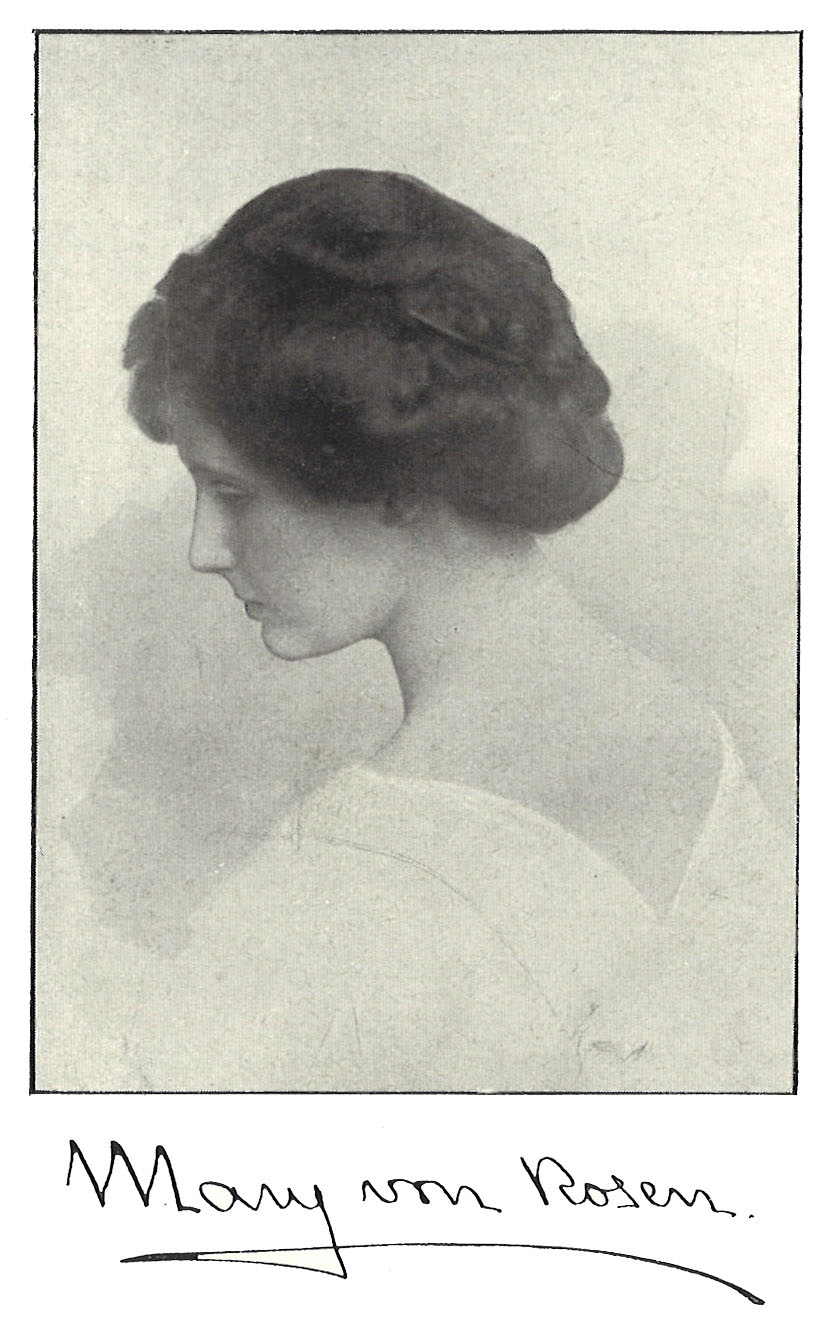
Mary von Rosen
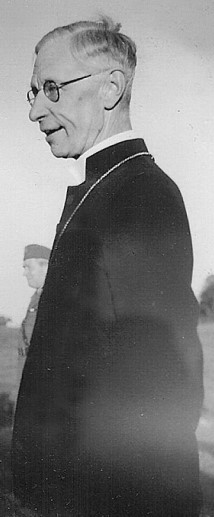
Gustaf Aulén
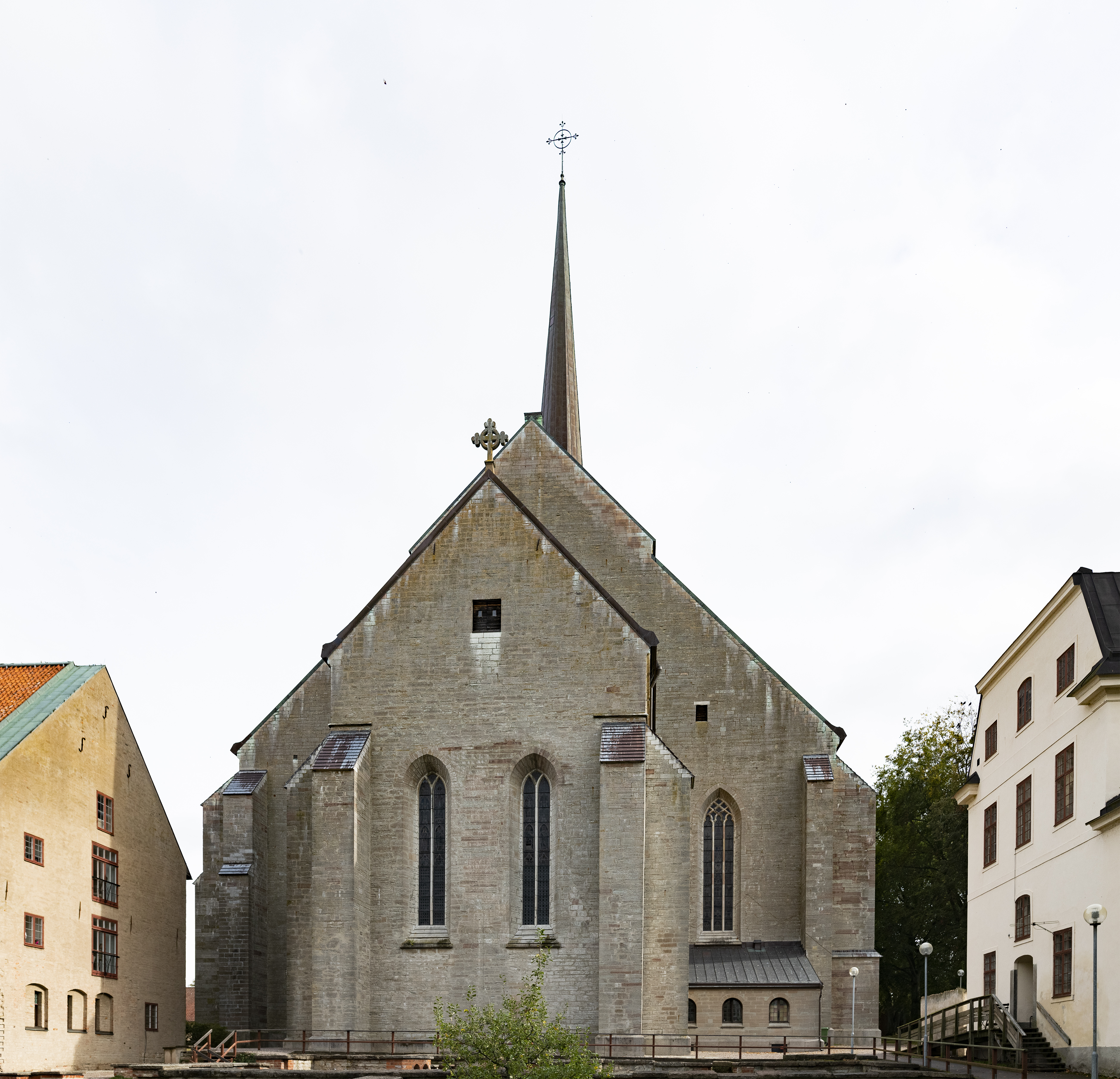
Vadstena klosterkyrka, där SSB:s årliga generalkapitel hålls.